# Platygaster tubulosa
Platygaster tubulosa is een vliesvleugelig insect uit de familie van de Platygastridae. De wetenschappelijke naam van de soort is voor het eerst geldig gepubliceerd in 1922 door Brues.